# Selce (Slovakien)
Selce är en kommun och en by nordost om Banská Bystrica i Slovakien. Postkoden dit är 976 11. Kommunen täcker en yta av 19,99 kvadratkillometer.
Byn Selce har officiellt 119 invånare, medan kommunen i helhet har 2 140